# 沙鹿保安宮
24°14′15″N 120°33′38″E / 24.237530°N 120.560601°E
沙鹿保安宮，是位於臺灣臺中市沙鹿區沙鹿里的三山國王廟，為後來已遷離此地的客家移民所建。

## 沿革
三山國王廟在臺中的分布，就像客家人從原鄉來臺中拓墾的過程，是從海線循大甲溪一路到山城。其中，沙鹿保安宮是福建汀州客家人創建於乾隆十年（1745年）。一位名為「阿財伯」的耆老表示客家人移入沙轆墾荒時，恭請六尊三山國王神像來此鎮守。原址位在沙鹿玉皇殿旁，即中正街的福利宮土地公廟現址。
《沙鹿鎮誌》中記載沙鹿保安宮曾和福利宮互換位置，但未述明原因。靜宜大學副教授郭伶芬表示清治時期時，四平街旁的竹林南溪每逢雨季來臨時，溪水從大肚山一帶澎湃而下，淹沒漢人聚集的沙轆老街（今四平街）。地方傳說福利宮的土地神無法防止旁邊的竹林南溪洪水，因此指示要請三山國王防禦，遂兩廟互換位置，該溪水患從此消失。沙鹿區公所祕書謝瑜峰則表示原因眾說紛紜，換地時間亦不可考，只知道原稱「福德祠」的福利宮在道光十六年（1836年）重修時就已換廟完成，而沙鹿保安宮也在嘉慶十年（1805年）於現址四平街翻修。
1984年沙鹿保安宮改建。今址為沙鹿里四平街181號。

## 廟貌
廟宇建築風格採閩南式。在三川門前廊左右兩側的龍牆、虎壁，雕有立體的降龍與伏虎，其下方還有麒麟堵。龍牆外側上，有拿旗的將軍、拿球與騎麒麟的童子；虎壁外牆上，有持戟的將軍、舉著磬牌的童子。這兩片牆石雕，其「旗」、「球」、「戟」、「磬」道具，合組成「祈求吉慶」之意。廟中設有天井，其旁廊壁嵌有字畫的大理石。
至於廟前的竹林南溪已填成停車場。復活節前夕，廟方會免費借場地、電給當地的基督教會在此辦活動，附近攤商店也會接受。

## 祭祀
以農曆二月十五日、六月十五日、十月十五日為三位神明的誕辰。因該地曾發生閩客衝突，原祭祀的客家族群已遷離。
1955年，臺中海線發生數月不雨的乾旱，时任台中县縣長陳水潭於3月17日在大庄浩天宮參加祈雨儀式時，沙鹿保安宮信眾也出發前往荷婆崙霖肇宮祈雨。

## 外部連結
- 沙鹿保安宮的Facebook專頁